# Libyostrongylus
Libyostrongylus ist eine Gattung der Fadenwürmer, die in Afrika und Nordamerika vorkommt. Sie befallen Afrikanische Strauße.

## Merkmale
Libyostrongylus sind Trichostrongyliden ohne Kopfkapsel. Die Enden der Rippen 2 und 3 der Bursa copulatrix wenden sich einander zu, wobei die Rippe 2 deutlich kleiner als die dritte ist. Letztere zieht zunächst nach hinten und biegt dann abrupt nach vorn um.
Lane etablierte die Gattung für Parasiten von Straußen und Gorillas. Obwohl die Arten oberflächlich betrachtet sehr ähnlich sind, unterscheiden sie sich in der Endaufzweigung der dorsalen Bursarippen und dem Muster der lateralen Rippen 3 bis 5, weshalb Ortlepp (1939) die Gattung Paralibyostrongylus abtrennte. Libyostrongylus war hiernach dadurch gekennzeichnet, dass sich die Dorsalrippe vor dem Ursprung der 9. Rippe teilt. Das Kriterium der Dorsalrippenteilung ist jedoch wenig aussagekräftig und sehr variabel bei den Strongyloiden und führte dazu, dass einige Arten zwischen beiden Gattungen stehen, je nachdem ob man die lateralen oder dorsalen Rippen als Kriterium nimmt. Das Problem der Abgrenzung beider Gattungen ist nicht abschließend geklärt.

## Lebenszyklus
Die Kenntnisse zum Lebenszyklus von Libyostrongylus basieren vor allem auf Untersuchungen zu Libyostrongylus douglassii. Die Präpatenz beträgt etwa 36 Tage. Die Eier werden mit dem Kot des Wirts ausgeschieden und entwickeln sich in der Außenwelt zur ansteckenden Larve 3, was unter optimalen Temperaturbedingungen etwa 60 Stunden dauert. Strauße stecken sich durch orale Aufnahme der Larve 3 an. In den Drüsen des Drüsenmagens (Proventriculus) entwickelt sich binnen 4 bis 5 Tagen die Larve 4, welche sich nach 20 Tagen zur juvenilen (präadulten) Larve entwickelt. Diese reift zum Adulten. Nach der Begattung, die 33 Tage nach der Infektion stattfindet, geben die Weibchen die ersten Eier ab, die nach 4 Tagen im Kot erscheinen.

## Systematik
Libyostrongylus wird von Hodda in die Untertribus Libyostrongylinii eingeordnet. Zur Gattungen gehören derzeit drei Arten:
- Libyostrongylus dentatus
- Libyostrongylus douglassii
- Libyostrongylus magnus